# Maria Odília Teixeira
Maria Odília Teixeira Lavigne (São Félix , 5 de março de 1884 – Salvador, 1970), mais conhecida simplesmente como Maria Odília Teixeira, foi uma médica e professora universitária brasileira, pioneira na sua área e conhecida por ser a primeira médica negra do Brasil.
Maria também foi a primeira professora negra da Faculdade de Medicina da Bahia, conquistando o feito 32 anos depois de Alfredo Casemiro da Rocha ter se tornado o primeiro médico negro da história do Brasil em 1877.

## Biografia
Nasceu em 1884, em São Félix, 110km de Salvador. Era filha do médico branco José Pereira Teixeira e de Josephina Luiza Palma, mulher negra cuja mãe havia sido escravizada e depois alforriada. Aos 13 anos, deixou a cidade onde morava para estudar no Ginásio da Bahia, em Salvador, espaço das elites de homens brancos da capital. Lá, ela se graduou em Ciências e Letras, formação na época para seguir no magistério, e aprendeu francês, grego e latim. Em 1904, ingressou na Faculdade de Medicina da Bahia, tendo como tutor o irmão Joaquim Pereira Teixeira, que havia ingressado no curso dois anos antes.
Ela se formou em 15 de dezembro de 1909, ano em que no Brasil as mulheres ainda não podiam sequer votar. Nesse ano, a Lei Áurea, que marcou o fim da escravidão na lei, tinha apenas 21 anos desde sua promulgação. Esse contexto tornava a presença de Maria Odília Teixeira, uma mulher e negra, na faculdade de medicina um fato extraordinário. Ela foi a única mulher em uma turma com mais 47 homens. Foi a sétima mulher graduada em medicina pela Faculdade da Bahia, e a primeira diplomada no século XX. Em sua tese, “Algumas considerações acerca da curabilidade e do tratamento das Cirrhoses Alcoólicas”, Maria Odília Teixeira abordou a cirrose alcoólica, fugindo dos estereótipos relacionados aos estudos do alcoolismo, que o vinculavam à raça e a primeira entre as mulheres que fugia de temas ligados à ginecologia e à pediatria.
Após formar-se, voltou para Cachoeira, onde começou a atuar. No início, muitos dos atendimentos eram tutelados pelo pai, irmão ou outro médico. Depois, passou a atuar sozinha, tendo uma clientela majoritariamente feminina. Cinco anos após a formatura, em 1914, foi convidada a voltar a Salvador para dar aulas de Clínica Obstétrica, tornando-se a primeira professora negra da Faculdade de Medicina da Bahia.
Ela deixou a docência, porém, em 1917, para cuidar do pai que estava com a saúde deteriorada. Primeiro voltou a Cachoeira e depois seguiu com a família para Irará, no sertão baiano, em busca de uma melhora na saúde do pai. Foi ali que conheceu seu futuro marido, Eusínio Gaston Lavigne (1873-1973), advogado de família tradicional de cacauicultores de Ilhéus, no sul da Bahia. Casaram-se na casa de seu irmão, Tertuliano Teixeira, em Irará, aos 37 anos - idade considerada avançada para o casamento de uma mulher na época. Quando Eusínio, um branco, avisou a família que casaria com uma mulher negra seus familiares acharam que era mentira. Os parentes de Eusínio não compareceram ao casamento. Teixeira não demorou a sentir o preconceito da família do marido e da sociedade ilheense quando chegou à cidade.
Depois do casamento, Teixeira decidiu deixar a medicina para se dedicar à família e teve dois filhos. Seu marido, inspirado em ideias comunistas, entrou para a política, tornando-se intendente de Ilhéus até 1937, quando foi deposto e preso por criticar o golpe de Getúlio Vargas que instaurou a ditadura do Estado Novo (Eunísio seria preso novamente durante a Ditadura Militar. A família mudou-se, então, para Salvador. Na década de 1950, Teixeira escreveu uma carta defendendo o legado do pai, desmerecido no livro Teixeira Moleque, do deputado e médico Rui Santos.

## Morte
Teixeira morreu aos 86 anos, em 1970. Seus descendentes, filhos, netos e bisnetos, também se tornaram médicos.